# 中华人民共和国外交部政策规划司
中华人民共和国外交部政策规划司（英語：Policy Planning Department of the Ministry of Foreign Affairs of the People's Republic of China），简称外交部政规司，是由中华人民共和国外交部直接领导的工作机关。

## 沿革
2004年，政策研究室更名为政策研究司。2009年，政策研究司更名为政策规划司。

## 工作职能
外交部政策规划司主要按照国务院和外交部给其确定的工作范围，负责办理以下各项工作：
- 负责研究国际政治、经济形势。
- 负责研究国家对外关系中全局性的问题。
- 负责收集资料，研究中华人民共和国建国以来的外交政策和外交实践。
- 其他相关工作。

## 机构设置
- 中华人民共和国外交部
  - 外交部政策规划司
    - 形势分析处
    - 战略研究处
    - 世界经济处
    - 综合处
    - 中国外交史处
    - 外交史调研处
    - 调研协调处

## 历任司长（主任）
- 裴远颖
- 王毅（1998－2001，外交部部长助理兼）
- 崔天凯（2001－2003）
- 杜起文（2003－2006）
- 马朝旭（2006－2009）
- 乐玉成（2009－2011）
- 蔡润（2012－2015）
- 王亚军（2015－2016）
- 孙卫东（2017－2019）
- 刘劲松（2019－2021）
- 苗得雨（2021－，2023.12－2025.6以部长助理兼；2025.6起以副部长兼[2]）